# Lý thuyết nút thắt

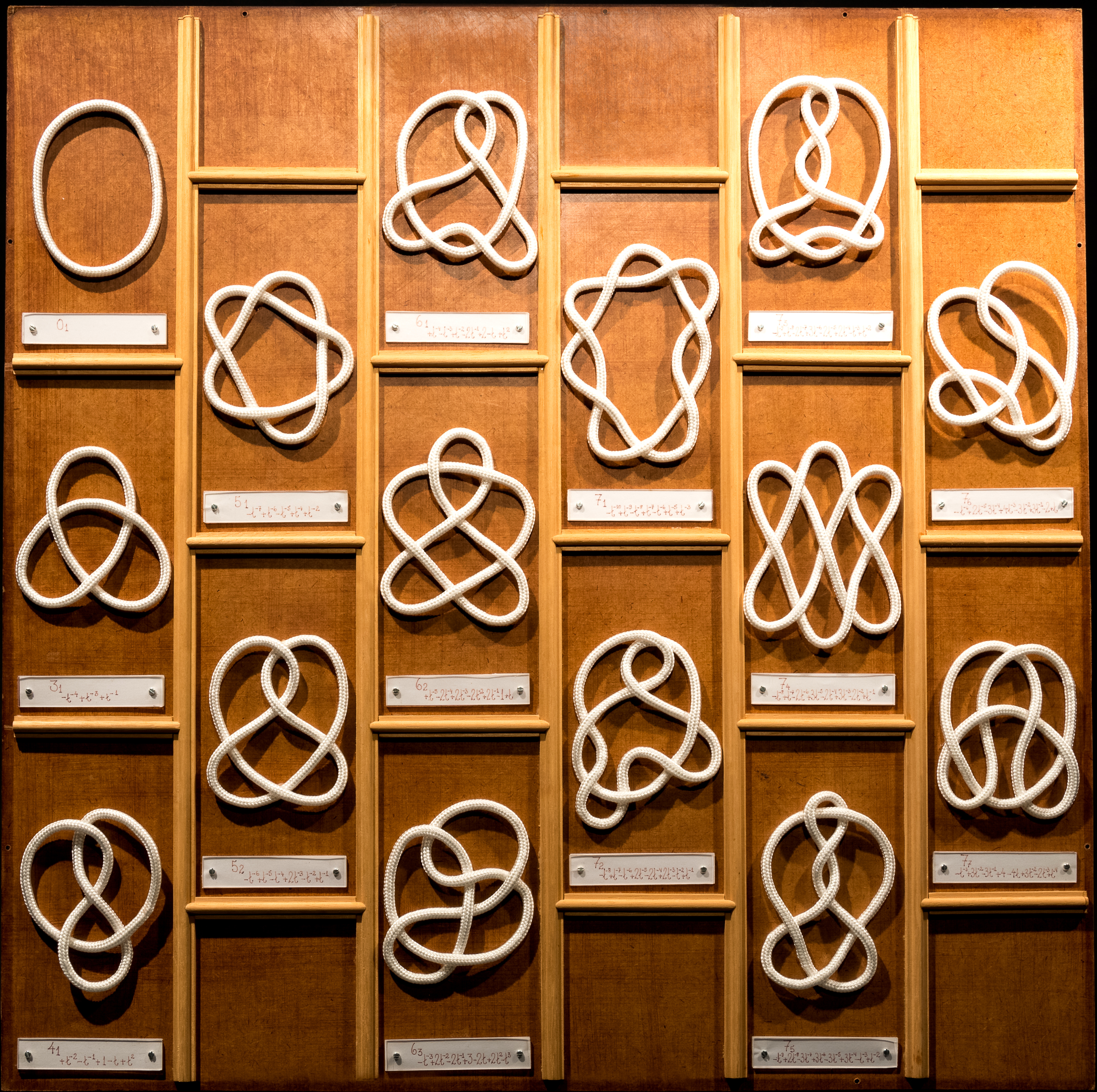
Một số dạng nút thắt ở cấu trúc 2D: nút thường không xoắn (trái, trên cùng) và nút ba thuỳ (ngay dưới nó).

Sơ đồ 2D một nút thắt ba thuỳ (trefoil knot). Đây là dạng đơn giản nhất trong nhóm nút xoắn.

Lý thuyết nút thắt (knot theory) là lý thuyết trong tô pô học nghiên cứu về các nút trên phương diện toán học.

## Tổng quan
- Mặc dù khái niệm nút (knot) lấy từ khái niệm nút thắt trong cuộc sống hàng ngày (như nút dây giày, nút thắt dây thừng, nút nơ,...), nhưng ở đây, nút thắt là "nút thắt toán học" (mathematical knots) dùng để chỉ tất cả các dạng có thể có của một đường cong kín trong không gian ba chiều, có thể không xoắn (như một cái nhẫn) hoặc lồng hay xoắn lại một hay nhiều lần, miễn là không giao cắt. Một nút thắt toán học có bản chất là một đường cong kín, nhưng không có giao điểm).[1] Lý thuyết này nghiên cứu các thuộc tính tô pô và hệ thống phân loại các "nút thắt toán học".[2]
- Trong ngôn ngữ toán học, một nút thắt là một vòng tròn nhúng trong không gian 3 chiều, R3 (trong tô pô học, khái niệm "vòng tròn" không bị ràng buộc bởi khái niệm "vòng  tròn hình học cổ điển", nhưng đều là đường đồng nhất và khép kín). Hai nút thắt toán học là bằng nhau nếu  nút này có thể biến đổi thành nút kia thông qua biến dạng của chính nó trong R3 (được gọi là đồng vị xung quanh - ambient isotopy); các phép biến đổi này tương ứng với các thao tác của một chuỗi thắt nút không liên quan đến việc cắt chuỗi hoặc truyền chuỗi qua chính nó.

## Lược sử
Các nhà khảo cổ đã phát hiện ra rằng việc thắt nút có từ thời tiền sử. Bên cạnh công dụng thường dùng là để buộc các vật thể lại với nhau, nút thắt còn dùng để ghi nhớ thông tin (như ghi số ngày đã qua ở một địa điểm), nút thắt còn khiến con người thích thú vì tính thẩm mỹ và biểu tượng tâm linh của chúng. Chẳng hạn như nút thắt Trung Quốc có niên đại từ nhiều thế kỷ trước Công nguyên; nút thắt vô tận xuất hiện ở Phật giáo Tây Tạng; dạng vòng Borromean đã xuất hiện nhiều ở các nền văn hóa khác nhau trên thế giới thường biểu trưng cho sức mạnh của sự thống nhất.

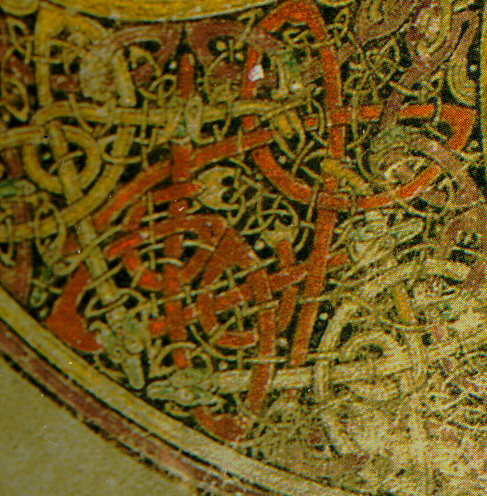
Một phần bức ảnh chụp lại của kinh Phúc Âm Kells từ 800 TCN (khoảng 1300 năm trước) có thể hiện nút thắt.
Một kiểu nút thắt vô tận.
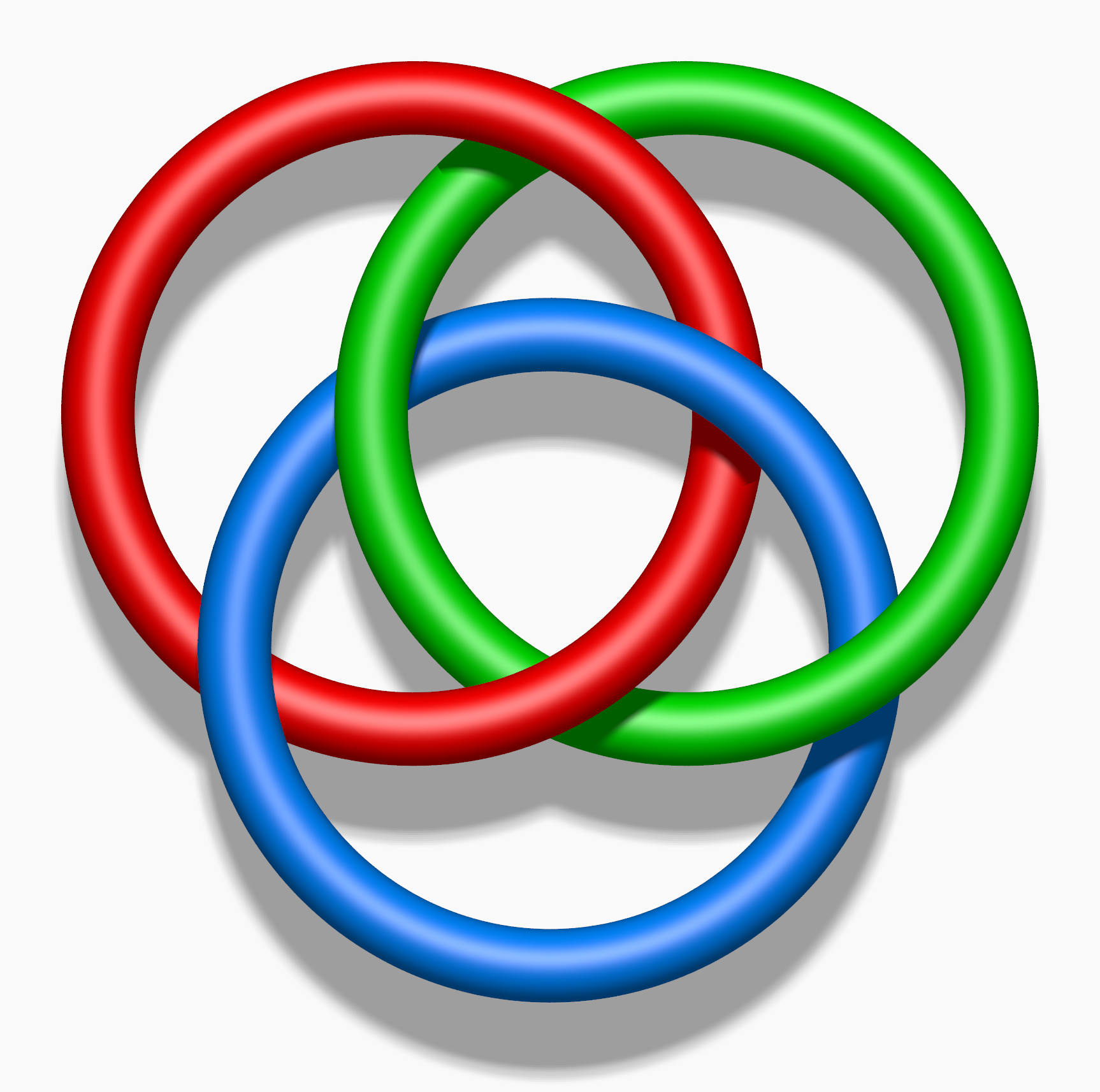
Vòng nhẫn Borromean.
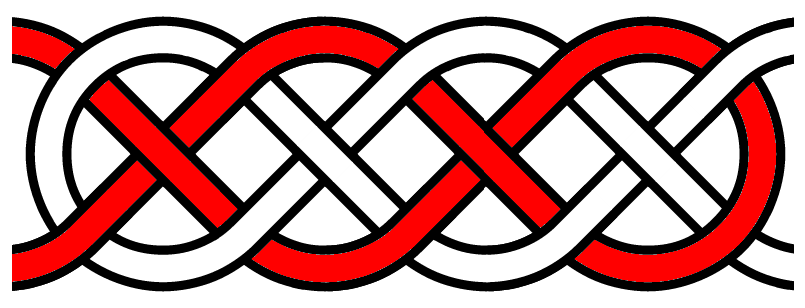
Nút thắt Celtic.

Tuy nhiên, lý thuyết toán học đầu tiên về nút thắt mới hình thành vào năm 1771 nhờ nhà toán học người Pháp Alexandre-Théophile Vandermonde. Các nghiên cứu toán học tiếp theo về nút thắt phát triển mạnh hơn ở thế kỷ 19 nhờ Carl Friedrich Gauss và lý thuyết của William Thomson (Lord Kelvin) về nguyên tử, dẫn đến Peter Guthrie Tait tạo ra các bảng nút thắt đầu tiên giúp người ta phân loại hoàn chỉnh. Từ đó hình thành lý thuyết hoàn chỉnh hơn, trở thành một bộ phận của toán học tôpô (topology).

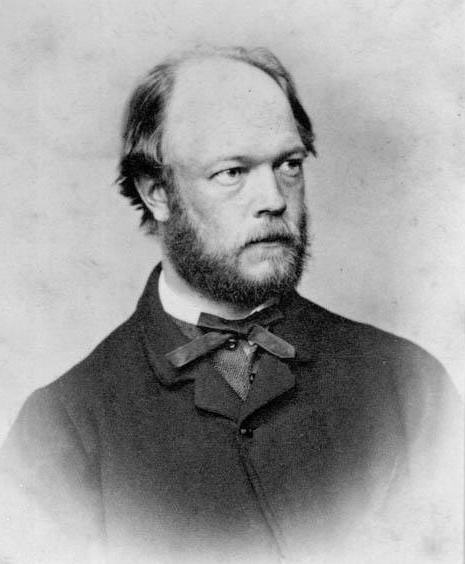
Peter Guthrie Tait là người lập bảng thắt nút.

Đến thế kỉ XX, Max Dehn, J. W. Alexander và một số nhà toán học khác đã phát triển lý thuyết này có tính đột phá. Vào những thập niên cuối thế kỉ XX, William Thurston đã đưa hình học hyperbol vào nghiên cứu các nút thắt với định lý hyperbolization. Nhiều nút thắt được hiển thị là nút thắt hyperbol, cho phép sử dụng hình học trong việc xác định các bất biến nút mới, mạnh mẽ. Phát hiện về đa thức Jones của Vaughan Jones vào năm 1984 và những đóng góp tiếp theo của Edward Witten cũng như của Maxim Kontsevich và những người khác đã tiết lộ mối liên hệ sâu sắc giữa lý thuyết nút và phương pháp toán học trong cơ học thống kê và trường lượng tử học thuyết. Kể từ đó, rất nhiều bất biến nút thắt đã được phát minh, sử dụng các công cụ tinh vi như lý thuyết nhóm lượng tử (quantum groups) và Floer homology.

## Ứng dụng trong nghiên cứu DNA
Đến những năm cuối của thế kỷ XX, một số nhà nghiên cứu cả về toán học và sinh học đã quan tâm nghiên cứu phân tử DNA cũng như một số polyme khác trên phương diện lý thuyết nút thắt này, góp phần hiệu quả trong nghiên cứu hoạt động của topôizômerza trên DNA. Lý thuyết này cũng đã góp phần rất quan trọng trong việc chế tạo máy tính tôpô lượng tử.

Một phân tử DNA vòng có biến đổi cấu trúc tô pô như một nút thắt toán học.

### Lịch sử
- Thomson, Sir William (1867), "On Vortex Atoms", Proceedings of the Royal Society of Edinburgh, VI: 94–105
- Silliman, Robert H. (tháng 12 năm 1963), "William Thomson: Smoke Rings and Nineteenth-Century Atomism", Isis, 54 (4): 461–474, doi:10.1086/349764, JSTOR 228151
- Movie Lưu trữ ngày 24 tháng 9 năm 2015 tại Wayback Machine of a modern recreation of Tait's smoke ring experiment
- History of knot theory (on the home page of Andrew Ranicki)

### Bảng nút thắt
- KnotInfo: Table of Knot Invariants and Knot Theory Resources Lưu trữ ngày 9 tháng 12 năm 2019 tại Wayback Machine
- "Main Page", The Knot Atlas. — detailed info on individual knots in knot tables
- KnotPlot — software to investigate geometric properties of knots